# Andrea Pirlo
Andrea Pirlo (Flero, 19 mei 1979) is een Italiaans voetbaltrainer en voormalig profvoetballer die doorgaans als middenvelder speelde. Hij won als speler van AC Milan onder meer twee keer de UEFA Champions League, twee keer de UEFA Super Cup, een keer het wereldkampioenschap voetbal voor clubs en twee keer het landskampioenschap in de Serie A. Nadat hij overstapte naar Juventus werd hij daarmee nog vier keer Italiaans landskampioen. Pirlo was van 2002 tot en met 2015 international in het Italiaans voetbalelftal, waarvoor hij 116 interlands speelde en dertien keer scoorde. Hij werd in 2006 wereldkampioen met Italië. Pirlo is een van slechts acht spelers die uitkwamen voor zowel AC Milan, Internazionale als Juventus. Andere spelers die voor de Italiaanse Grote Drie uitkwamen zijn Giuseppe Meazza, Aldo Serena, Roberto Baggio, Christian Vieri, Edgar Davids, Patrick Vieira en Zlatan Ibrahimović.

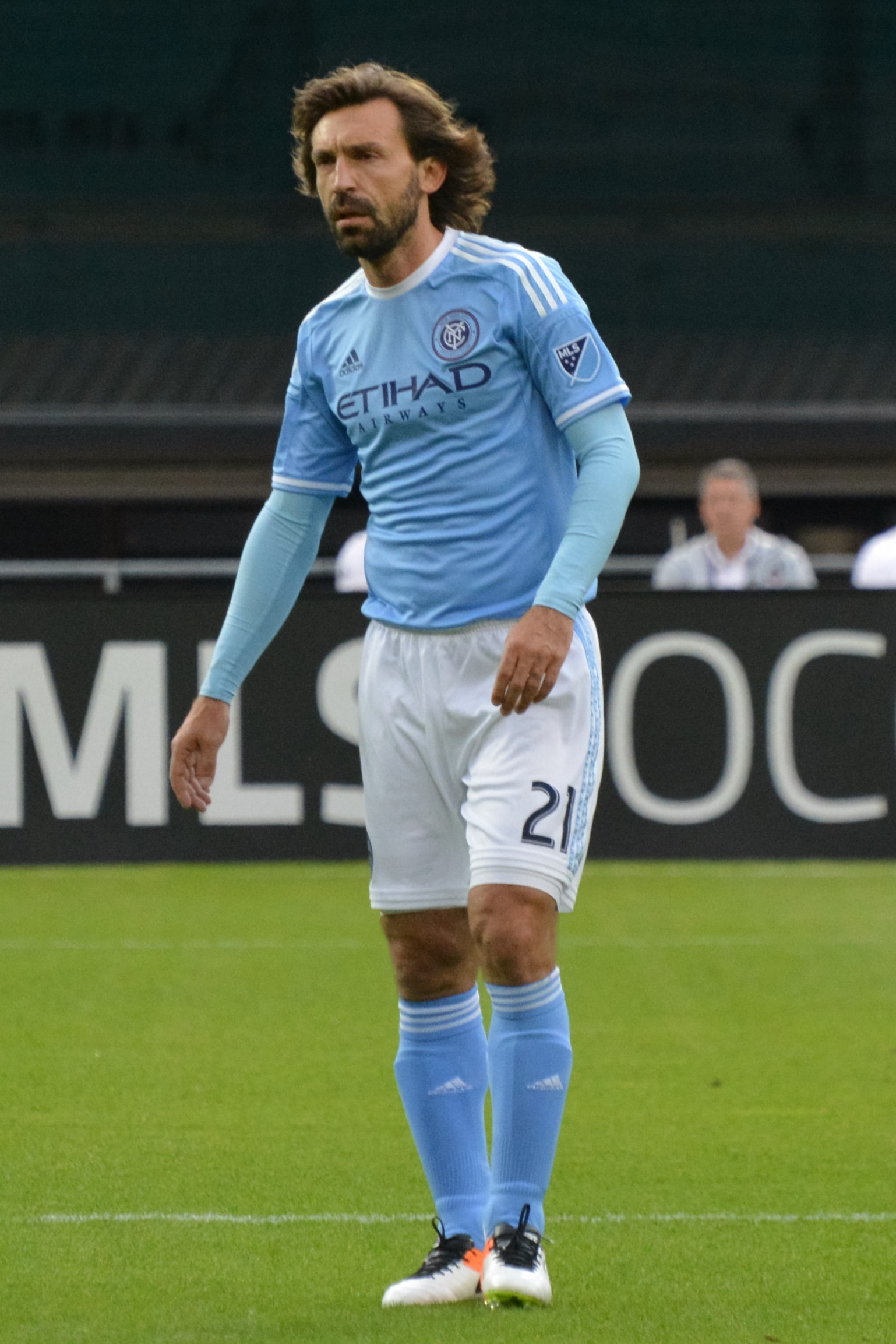
Pirlo in 2016 bij New York City

Op 8 augustus 2020 werd hij hoofdtrainer van Juventus, nadat hij tien dagen eerder werd aangesteld als trainer van het beloftenelftal. Pirlo won in zijn debuutseizoen de Supercoppa Italiana en de Coppa Italia met Juventus, maar speelde nooit een rol in de titelstrijd en kon zich pas op de laatste speeldag plaatsen voor het UEFA Champions League-seizoen 2021/22. In mei 2021 werd bekend dat Pirlo en Juventus uit elkaar gingen. Tijdens het seizoen 2022/23 stond Pirlo aan het roer bij het Turkse Fatih Karagümrük, waar hij op 23 mei 2023 vertrok.

## Clubstatistieken
| Seizoen | Club           | Competitie          | Duels | Goals |
| ------- | -------------- | ------------------- | ----- | ----- |
| 1994/95 | Brescia Calcio | Serie A             | 1     | 0     |
| 1995/96 | Brescia Calcio | Serie B             | 0     | 0     |
| 1996/97 | Brescia Calcio | Serie B             | 17    | 2     |
| 1997/98 | Brescia Calcio | Serie A             | 29    | 4     |
| 1998/99 | Internazionale | Serie A             | 18    | 0     |
| 1999/00 | Reggina Calcio | Serie A             | 29    | 6     |
| 2000/01 | Internazionale | Serie A             | 4     | 0     |
| 2000/01 | Brescia Calcio | Serie A             | 10    | 0     |
| 2001/02 | AC Milan       | Serie A             | 18    | 2     |
| 2002/03 | AC Milan       | Serie A             | 27    | 9     |
| 2003/04 | AC Milan       | Serie A             | 32    | 6     |
| 2004/05 | AC Milan       | Serie A             | 30    | 4     |
| 2005/06 | AC Milan       | Serie A             | 33    | 4     |
| 2006/07 | AC Milan       | Serie A             | 34    | 2     |
| 2007/08 | AC Milan       | Serie A             | 33    | 3     |
| 2008/09 | AC Milan       | Serie A             | 26    | 1     |
| 2009/10 | AC Milan       | Serie A             | 34    | 0     |
| 2010/11 | AC Milan       | Serie A             | 18    | 1     |
| 2011/12 | Juventus       | Serie A             | 37    | 3     |
| 2012/13 | Juventus       | Serie A             | 32    | 5     |
| 2013/14 | Juventus       | Serie A             | 30    | 4     |
| 2014/15 | Juventus       | Serie A             | 20    | 4     |
| 2015    | New York City  | Major League Soccer | 13    | 0     |
| 2016    | New York City  | Major League Soccer | 33    | 1     |
| 2017    | New York City  | Major League Soccer | 16    | 0     |
| Totaal  |                |                     | 573   | 61    |

## Interlandcarrière
Pirlo speelde zijn eerste interland op 7 september 2002 tegen Azerbeidzjan. Hij nam met het Italiaans olympisch voetbalelftal deel aan de Olympische Spelen van 2004 in Athene. Daar won de ploeg onder leiding van bondscoach Claudio Gentile de bronzen medaille door Irak in de troostfinale met 1-0 te verslaan.
Op het gewonnen WK 2006 was Pirlo een vaste waarde in het Italiaans elftal en speelde hij in alle wedstrijden mee. Hij maakte het eerste doelpunt tegen Ghana in de groepsfase en bereidde meerdere treffers voor, waaronder het doelpunt van Fabio Grosso tegen Duitsland dat Italië een finaleplaats opleverde. Hij was trefzeker vanaf elf meter in de beslissende penaltyreeks in de finale tegen Frankrijk.
Pirlo nam deel aan het Europees kampioenschap van 2012 in Polen en Oekraïne. In de groepsfase scoorde hij tegen Kroatië (1-1) de openingstreffer uit een vrije trap. In de kwartfinale tussen Engeland en Italië scoorde hij met een Panenka-penalty in de penaltyreeks die Italië uiteindelijk wist te winnen. In de finale verloor de ploeg van bondscoach Cesare Prandelli met 4-0 van titelverdediger Spanje.
Vooraf had hij geprobeerd de euforie te temperen in het Italiaanse kamp na de 2-1 zege op Duitsland in de halve eindstrijd. "We hebben nog helemaal niks", stelde hij. "De finale verliezen is als Rome bezoeken zonder de paus te zien."
Pirlo besliste op 2 mei 2013 dat hij na het Wereldkampioenschap voetbal 2014 ging stoppen met zijn internationale carrière. Net als in 2010 verliet Italië het WK 2014 na de groepsfase. In 2014 gebeurde dat na een met 1-0 verloren wedstrijd tegen Uruguay.
| Interlands van Andrea Pirlo | Interlands van Andrea Pirlo | Interlands van Andrea Pirlo | Interlands van Andrea Pirlo | Interlands van Andrea Pirlo | Interlands van Andrea Pirlo | Interlands van Andrea Pirlo |
| №                           | Datum                       | Wedstrijd                   | Uitslag                     | Soort wedstrijd             | Doelpunten                  |                             |
| Als speler bij AC Milan     | Als speler bij AC Milan     | Als speler bij AC Milan     | Als speler bij AC Milan     | Als speler bij AC Milan     | Als speler bij AC Milan     | Als speler bij AC Milan     |
| --------------------------- | --------------------------- | --------------------------- | --------------------------- | --------------------------- | --------------------------- | --------------------------- |
| 1.                          | 7 september 2002            | Azerbeidzjan – Italië       | 0 – 2                       | Kwalificatie EK 2004        | 0                           |                             |
| 2.                          | 12 oktober 2002             | Italië – Joegoslavië        | 1 – 1                       | Kwalificatie EK 2004        | 0                           |                             |
| 3.                          | 16 oktober 2002             | Wales – Italië              | 2 – 1                       | Kwalificatie EK 2004        | 0                           |                             |
| 4.                          | 20 november 2002            | Italië – Turkije            | 1 – 1                       | Vriendschappelijk           | 0                           |                             |
| 5.                          | 16 november 2003            | Italië – Roemenië           | 1 – 0                       | Vriendschappelijk           | 0                           |                             |
| 6.                          | 18 februari 2004            | Italië – Tsjechië           | 2 – 2                       | Vriendschappelijk           | 0                           |                             |
| 7.                          | 31 maart 2004               | Portugal – Italië           | 1 – 2                       | Vriendschappelijk           | 0                           |                             |
| 8.                          | 28 april 2004               | Italië – Spanje             | 1 – 1                       | Vriendschappelijk           | 0                           |                             |
| 9.                          | 30 mei 2004                 | Tunesië – Italië            | 0 – 4                       | Vriendschappelijk           | 1                           |                             |
| 10.                         | 18 juni 2004                | Italië – Zweden             | 1 – 1                       | EK 2004                     | 0                           |                             |
| 11.                         | 22 juni 2004                | Bulgarije – Italië          | 1 – 2                       | EK 2004                     | 0                           |                             |
| 12.                         | 8 september 2004            | Moldavië – Italië           | 0 – 1                       | Kwalificatie WK 2006        | 0                           |                             |
| 13.                         | 9 februari 2005             | Italië – Rusland            | 2 – 0                       | Vriendschappelijk           | 0                           |                             |
| 14.                         | 26 maart 2005               | Italië – Schotland          | 2 – 0                       | Kwalificatie WK 2006        | 2                           |                             |
| 15.                         | 4 juni 2005                 | Noorwegen – Italië          | 0 – 0                       | Kwalificatie WK 2006        | 0                           |                             |
| 16.                         | 17 augustus 2005            | Ierland – Italië            | 1 – 2                       | Vriendschappelijk           | 1                           |                             |
| 17.                         | 3 september 2005            | Schotland – Italië          | 1 – 1                       | Kwalificatie WK 2006        | 0                           |                             |
| 18.                         | 7 september 2005            | België – Italië             | 1 – 4                       | Kwalificatie WK 2006        | 0                           |                             |
| 19.                         | 8 oktober 2005              | Italië – Slovenië           | 1 – 0                       | Kwalificatie WK 2006        | 0                           |                             |
| 20.                         | 12 november 2005            | Nederland – Italië          | 1 – 3                       | Vriendschappelijk           | 0                           |                             |
| 21.                         | 16 november 2005            | Ivoorkust – Italië          | 1 – 1                       | Vriendschappelijk           | 0                           |                             |
| 22.                         | 1 maart 2006                | Italië – Duitsland          | 4 – 1                       | Vriendschappelijk           | 0                           |                             |
| 23.                         | 31 mei 2006                 | Zwitserland – Italië        | 1 – 1                       | Vriendschappelijk           | 0                           |                             |
| 24.                         | 2 juni 2006                 | Italië – Oekraïne           | 0 – 0                       | Vriendschappelijk           | 0                           |                             |
| 25.                         | 12 juni 2006                | Ghana – Italië              | 0 – 2                       | WK 2006                     | 1                           |                             |
| 26.                         | 17 juni 2006                | Verenigde Staten – Italië   | 1 – 1                       | WK 2006                     | 0                           |                             |
| 27.                         | 22 juni 2006                | Tsjechië – Italië           | 0 – 2                       | WK 2006                     | 0                           |                             |
| 28.                         | 26 juni 2006                | Australië – Italië          | 0 – 1                       | WK 2006                     | 0                           |                             |
| 29.                         | 30 juni 2006                | Italië – Oekraïne           | 3 – 0                       | WK 2006                     | 0                           |                             |
| 30.                         | 4 juli 2006                 | Duitsland – Italië          | 0 – 2                       | WK 2006                     | 0                           |                             |
| 31.                         | 9 juli 2006                 | Frankrijk – Italië          | 1 – 1                       | WK 2006                     | 0                           |                             |
| 32.                         | 2 september 2006            | Italië – Litouwen           | 1 – 1                       | Kwalificatie EK 2008        | 0                           |                             |
| 33.                         | 6 september 2006            | Frankrijk – Italië          | 3 – 1                       | Kwalificatie EK 2008        | 0                           |                             |
| 34.                         | 7 oktober 2006              | Italië – Oekraïne           | 2 – 0                       | Kwalificatie EK 2008        | 0                           |                             |
| 35.                         | 11 oktober 2006             | Georgië – Italië            | 1 – 3                       | Kwalificatie EK 2008        | 0                           |                             |
| 36.                         | 28 maart 2007               | Italië – Schotland          | 2 – 0                       | Kwalificatie EK 2008        | 0                           |                             |
| 37.                         | 2 juni 2007                 | Faeröer – Italië            | 1 – 2                       | Kwalificatie EK 2008        | 0                           |                             |
| 38.                         | 6 juni 2007                 | Litouwen – Italië           | 0 – 2                       | Kwalificatie EK 2008        | 0                           |                             |
| 39.                         | 22 augustus 2007            | Hongarije – Italië          | 3 – 1                       | Vriendschappelijk           | 0                           |                             |
| 40.                         | 8 september 2007            | Italië – Frankrijk          | 0 – 0                       | Kwalificatie EK 2008        | 0                           |                             |
| 41.                         | 12 september 2007           | Oekraïne – Italië           | 1 – 2                       | Kwalificatie EK 2008        | 0                           |                             |
| 42.                         | 13 oktober 2007             | Italië – Georgië            | 2 – 0                       | Kwalificatie EK 2008        | 1                           |                             |
| 43.                         | 17 november 2007            | Schotland – Italië          | 1 – 2                       | Kwalificatie EK 2008        | 0                           |                             |
| 44.                         | 6 februari 2008             | Italië – Portugal           | 3 – 1                       | Vriendschappelijk           | 0                           |                             |
| 45.                         | 26 maart 2008               | Spanje – Italië             | 1 – 0                       | Vriendschappelijk           | 0                           |                             |
| 46.                         | 30 mei 2008                 | Italië – België             | 3 – 1                       | Vriendschappelijk           | 0                           |                             |
| 47.                         | 9 juni 2008                 | Italië – Nederland          | 0 – 3                       | EK 2008                     | 0                           |                             |
| 48.                         | 13 juni 2008                | Italië – Roemenië           | 1 – 1                       | EK 2008                     | 0                           |                             |
| 49.                         | 17 juni 2008                | Frankrijk – Italië          | 0 – 2                       | EK 2008                     | 1                           |                             |
| 50.                         | 20 augustus 2008            | Oostenrijk – Italië         | 2 – 2                       | Vriendschappelijk           | 0                           |                             |
| 51.                         | 6 september 2008            | Cyprus – Italië             | 1 – 2                       | Kwalificatie WK 2010        | 0                           |                             |
| 52.                         | 10 september 2008           | Italië – Georgië            | 2 – 0                       | Kwalificatie WK 2010        | 0                           |                             |
| 53.                         | 10 februari 2009            | Brazilië – Italië           | 2 – 0                       | Vriendschappelijk           | 0                           |                             |
| 54.                         | 28 maart 2009               | Montenegro – Italië         | 0 – 2                       | Kwalificatie WK 2010        | 1                           |                             |
| 55.                         | 1 april 2009                | Italië – Ierland            | 1 – 1                       | Kwalificatie WK 2010        | 0                           |                             |
| 56.                         | 10 juni 2009                | Nieuw-Zeeland – Italië      | 3 – 4                       | Vriendschappelijk           | 0                           |                             |
| 57.                         | 15 juni 2009                | Verenigde Staten – Italië   | 1 – 3                       | Confederations Cup          | 0                           |                             |
| 58.                         | 18 juni 2009                | Egypte – Italië             | 1 – 0                       | Confederations Cup          | 0                           |                             |
| 59.                         | 21 juni 2009                | Brazilië – Italië           | 3 – 0                       | Confederations Cup          | 0                           |                             |
| 60.                         | 12 augustus 2009            | Zwitserland – Italië        | 0 – 0                       | Vriendschappelijk           | 0                           |                             |
| 61.                         | 5 september 2009            | Georgië – Italië            | 0 – 2                       | Kwalificatie WK 2010        | 0                           |                             |
| 62.                         | 9 september 2009            | Italië – Bulgarije          | 2 – 0                       | Kwalificatie WK 2010        | 0                           |                             |
| 63.                         | 10 oktober 2009             | Ierland – Italië            | 2 – 2                       | Kwalificatie WK 2010        | 0                           |                             |
| 64.                         | 11 november 2009            | Italië – Nederland          | 0 – 0                       | Vriendschappelijk           | 0                           |                             |
| 65.                         | 3 maart 2010                | Kameroen – Italië           | 0 – 0                       | Vriendschappelijk           | 0                           |                             |
| 66.                         | 3 juni 2010                 | Mexico – Italië             | 2 – 1                       | Vriendschappelijk           | 0                           |                             |
| 67.                         | 24 juni 2010                | Slowakije – Italië          | 3 – 2                       | WK 2010                     | 0                           |                             |
| 68.                         | 3 september 2010            | Estland – Italië            | 1 – 2                       | Kwalificatie EK 2012        | 0                           |                             |
| 69.                         | 7 september 2010            | Italië – Faeröer            | 5 – 0                       | Kwalificatie EK 2012        | 1                           |                             |
| 70.                         | 8 oktober 2010              | Noord-Ierland – Italië      | 0 – 0                       | Kwalificatie EK 2012        | 0                           |                             |
| 71.                         | 12 oktober 2010             | Italië - Servië             | 0 – 0                       | Kwalificatie EK 2012        | 0                           |                             |
| 72.                         | 17 november 2010            | Italië – Roemenië           | 1 – 1                       | Vriendschappelijk           | 0                           |                             |
| 73.                         | 3 juni 2011                 | Italië – Estland            | 3 – 0                       | Kwalificatie EK 2012        | 0                           |                             |
| 74.                         | 7 juni 2011                 | Italië – Ierland            | 0 – 2                       | Vriendschappelijk           | 0                           |                             |
| Als speler bij Juventus FC  |                             |                             |                             |                             |                             |                             |
| 75.                         | 10 augustus 2011            | Italië – Spanje             | 2 – 1                       | Vriendschappelijk           | 0                           |                             |
| 76.                         | 2 september 2011            | Faeröer – Italië            | 0 – 1                       | Kwalificatie EK 2012        | 0                           |                             |
| 77.                         | 6 september 2011            | Italië – Slovenië           | 1 – 0                       | Kwalificatie EK 2012        | 0                           |                             |
| 78.                         | 7 oktober 2011              | Servië – Italië             | 1 – 1                       | Kwalificatie EK 2012        | 0                           |                             |
| 79.                         | 11 oktober 2011             | Italië – Noord-Ierland      | 3 – 0                       | Kwalificatie EK 2012        | 0                           |                             |
| 80.                         | 11 november 2011            | Polen – Italië              | 0 – 2                       | Vriendschappelijk           | 0                           |                             |
| 81.                         | 15 november 2011            | Italië – Uruguay            | 0 – 1                       | Vriendschappelijk           | 0                           |                             |
| 82.                         | 29 februari 2012            | Italië – Verenigde Staten   | 0 – 1                       | Vriendschappelijk           | 0                           |                             |
| 83.                         | 1 juni 2012                 | Italië – Rusland            | 0 – 3                       | Vriendschappelijk           | 0                           |                             |
| 84.                         | 10 juni 2012                | Italië – Spanje             | 1 – 1                       | EK 2012                     | 0                           |                             |
| 85.                         | 14 juni 2012                | Kroatië – Italië            | 1 – 1                       | EK 2012                     | 1                           |                             |
| 86.                         | 18 juni 2012                | Italië – Ierland            | 2 – 0                       | EK 2012                     | 0                           |                             |
| 87.                         | 24 juni 2012                | Engeland – Italië           | 0 – 0                       | EK 2012                     | 0                           |                             |
| 88.                         | 28 juni 2012                | Duitsland – Italië          | 1 – 2                       | EK 2012                     | 0                           |                             |
| 89.                         | 1 juli 2012                 | Italië – Spanje             | 0 – 4                       | EK 2012                     | 0                           |                             |
| 90.                         | 7 september 2012            | Bulgarije – Italië          | 2 – 2                       | Kwalificatie WK 2014        | 0                           |                             |
| 91.                         | 11 september 2012           | Italië – Malta              | 2 – 0                       | Kwalificatie WK 2014        | 0                           |                             |
| 92.                         | 12 oktober 2012             | Armenië – Italië            | 1 – 3                       | Kwalificatie WK 2014        | 1                           |                             |
| 93.                         | 16 oktober 2012             | Italië – Denemarken         | 3 – 1                       | Kwalificatie WK 2014        | 0                           |                             |
| 94.                         | 14 november 2012            | Italië – Frankrijk          | 1 – 2                       | Vriendschappelijk           | 0                           |                             |
| 95.                         | 6 februari 2013             | Nederland – Italië          | 1 – 1                       | Vriendschappelijk           | 0                           |                             |
| 96.                         | 21 maart 2013               | Brazilië – Italië           | 2 – 2                       | Vriendschappelijk           | 0                           |                             |
| 97.                         | 26 maart 2013               | Malta – Italië              | 0 – 2                       | Kwalificatie WK 2014        | 0                           |                             |
| 98.                         | 31 mei 2013                 | Italië – San Marino         | 4 – 0                       | Vriendschappelijk           | 1                           |                             |
| 99.                         | 7 juni 2013                 | Tsjechië – Italië           | 0 – 0                       | Kwalificatie WK 2014        | 0                           |                             |
| 100.                        | 16 juni 2013                | Mexico – Italië             | 1 – 2                       | Confederations Cup          | 1                           |                             |
| 101.                        | 19 juni 2013                | Japan – Italië              | 3 – 4                       | Confederations Cup          | 0                           |                             |
| 102.                        | 27 juni 2013                | Spanje – Italië             | 0 – 0                       | Confederations Cup          | 0                           |                             |
| 103.                        | 6 september 2013            | Italië – Bulgarije          | 1 – 0                       | Kwalificatie WK 2014        | 0                           |                             |
| 104.                        | 10 september 2013           | Italië - Tsjechië           | 2 - 1                       | Kwalificatie WK 2014        | 0                           |                             |
| 105.                        | 15 oktober 2013             | Italië - Armenië            | 2 - 2                       | Kwalificatie WK 2014        | 0                           |                             |
| 106.                        | 15 november 2013            | Italië - Duitsland          | 1 - 1                       | Vriendschappelijk           | 0                           |                             |
| 107.                        | 18 november 2013            | Nigeria - Italië            | 2 - 2                       | Vriendschappelijk           | 0                           |                             |
| 108.                        | 5 maart 2014                | Spanje - Italië             | 1 - 0                       | Vriendschappelijk           | 0                           |                             |
| 109.                        | 4 juni 2014                 | Italië - Luxemburg          | 1 - 1                       | Vriendschappelijk           | 0                           |                             |
| 110.                        | 14 juni 2014                | Engeland - Italië           | 1 - 2                       | WK 2014                     | 0                           |                             |
| 111.                        | 20 juni 2014                | Italië - Costa Rica         | 0 - 1                       | WK 2014                     | 0                           |                             |
| 112.                        | 24 juni 2014                | Italië - Uruguay            | 0 - 1                       | WK 2014                     | 0                           |                             |

Bijgewerkt t/m 24 juni 2014

## Persoonlijk
Pirlo heeft een oudere broer en een jongere zus. Hij heeft een zoon en dochter. In 2014 verscheen er een autobiografie van hem getiteld I Think Therefore I Play. Het boek vertelt over zowel zijn sportieve carrière als zijn persoonlijk leven.

## Erelijst
Als speler
| Competitie            |         |                                    |         |         |
| Competitie            | Aantal  | Jaren                              |         |         |
| Brescia               | Brescia | Brescia                            | Brescia | Brescia |
| --------------------- | ------- | ---------------------------------- | ------- | ------- |
| Serie B               | 1x      | 1996/97                            |         |         |
| AC Milan              |         |                                    |         |         |
| FIFA Club World Cup   | 1x      | 2007                               |         |         |
| UEFA Champions League | 2x      | 2002/03, 2006/07                   |         |         |
| UEFA Super Cup        | 2x      | 2003, 2007                         |         |         |
| Serie A               | 2x      | 2003/04, 2010/11                   |         |         |
| Coppa Italia          | 1x      | 2002/03                            |         |         |
| Supercoppa Italiana   | 1x      | 2004                               |         |         |
| Juventus              |         |                                    |         |         |
| Serie A               | 4x      | 2011/12, 2012/13, 2013/14, 2014/15 |         |         |
| Coppa Italia          | 1x      | 2014/15                            |         |         |
| Supercoppa Italiana   | 2x      | 2012, 2013                         |         |         |

| Competitie       | Winnaar         | Winnaar         | Runner-up       | Runner-up       | Derde           | Derde           |
| Competitie       | Aantal          | Jaren           | Aantal          | Jaren           | Aantal          | Jaren           |
| Italië onder 21  | Italië onder 21 | Italië onder 21 | Italië onder 21 | Italië onder 21 | Italië onder 21 | Italië onder 21 |
| ---------------- | --------------- | --------------- | --------------- | --------------- | --------------- | --------------- |
| UEFA EK onder 21 | 1x              | 2000            |                 |                 |                 |                 |
| Italië           |                 |                 |                 |                 |                 |                 |
| FIFA WK          | 1x              | 2006            |                 |                 |                 |                 |

Als trainer
| Supercoppa Italiana | 1x | 2020    |
| Coppa Italia        | 1x | 2020/21 |